# Юза (станция)
Юза — железнодорожная станция ведомственной Монзенской железной дороги. Названа по одноимённой реке, протекающей в полутора километрах от станции.

## История
К 1980-м годам Монзенская железная дорога уже перестала быть местной лесовозной железнодорожной веткой. Она поддерживала вывоз лесозаготовок на Монзенский ДОК и далее на сеть бывшего МПС. В связи с тем, что ресурсы старых лесопунктов были законсервированы, на востоке Вологодской области осваивались новые лесопункты. В 1984 году был открыт лесопункт Зайчики Бабушкинского леспромхоза, который решил использовать для вывоза продукции Монзенскую железную дорогу. К 1985 году дорога была доведена до 208 километра, и на этом месте была открыта станция Юза.

## Описание станции
Станция состоит из 3 путей, из которых активно используются только 2. Складов леса на территории станции нет, подвоз леса из ближайшего лесопункта Зайчихи Бабушкинского леспромхоза производится автотранспортом. На станции имеется ус для отстоя грузовых составов и погрузки лесопродукции в вагоны.

## Деятельность
По станции отсутствует регулярное пассажирское сообщение.
Станция является конечной для регулярных грузовых поездов, перевозящих лес по Монзенской железной дороге, так как перегон Юза — Кема находится в аварийном и полузаброшенном состоянии и грузовое движение по нему небезопасно.